# ICO (formát souboru)
ICO je v informatice název formátu souboru pro počítačové ikony používané v operačním systému Microsoft Windows. ICO soubor obsahuje jeden nebo více malých bitmapových obrázků v různých velikostech, aby je bylo možné škálovat, tj. zobrazit nejvhodnější variantu pro dané zobrazovací zařízení (např. monitor nebo displej smartphone) s ohledem na počet bodů na palec a skutečnou velikost zobrazené ikony.